# ミチエーリ (哨戒艦)
ミチエーリ(ロシア語:Метель)はウラガーン級警備艦の一隻でソビエト海軍の太平洋艦隊に所属していた警備艦(СКР) である。

## 経歴
1931年12月18日、レニングラードで起工。1932年の春、ミチエーリを極東に派遣することが決まった。船は分解されて鉄道でウラジオストクに運ばれて組み立てられ、1934年5月に進水した。1934年9月18日、ソ連海軍旗が掲揚された。

## 戦歴

### ハサンの戦い (1938年)
ハサン湖事件で戦火の洗礼を受けた。ベスパロフ，ミハイル・ガヴリロビッチ中尉が指揮するミチエーリはウラジオストクからポシェト湾までの3つの輸送船団を率いて、負傷者を避難させ、戦闘で撃墜された航空機の乗組員を救助した。
ミチエーリの乗組員は全員が「ハサンの戦い参加記章」を授与された。

### 第二次世界大戦における日本との戦い
第二次世界大戦の間、太平洋艦隊ウラジオストク海上防衛区の巡視船第1別動隊に所属していた。
ミチエーリは、太平洋艦隊の主力基地の哨戒任務や、機雷原を通過する輸送船の護衛を行った。
1941年～1942年にかけてミチエーリはオーバーホールを受けた。
1944年12月7日、バリャキン、レオニード・ニコラエビッチ中尉が艦長に任命された。
ミチエーリは巡視船第1別動隊に所属で日ソ戦争に参加した。
清津上陸作戦に参加した。
1945年8月14日、ルースキー島のノビク湾を出発した。
1945年8月15日、第13海兵旅団（指揮官：トルシン、ヴァシリー・プロコフィエヴィッチ）を清津市に上陸させた。
4時35分から18時30分まで海岸を砲撃し、探照灯と敵76mm砲台を破壊し、鉄道橋と装甲列車を破壊し、鉄道駅舎に大きな損害を与え、敵歩兵の集団を分散させることができた。102mm砲弾75発を発射した。日中敵機2機に発砲して37ミリ弾200発を発射した。
1945年8月16日の朝、ミチエーリは機雷を積んだ輸送船「ダルストロイ」を曳航していった。三菱工場と石油工場周辺の日本軍の集中地帯に発砲した。日本軍のスクーナー船を撃沈した。
1945年8月18日、6隻の魚雷艇（ТКА）が16時までに第13海兵旅団第77大隊、300人、45mm砲6門、82mm迫撃砲6門を運んだ。午後4時35分、分遣隊はセイシンを出発してキムチョク（日本名：城津、韓国名：김책）に向かった。
濃霧の中、レーダーで海岸線から確認した。SCRは水深が浅いため桟橋への接近を警戒し、上陸用舟艇に乗り込んだ。船尾で水深を測った後、埠頭に接近し、19時45分までに砲と迫撃砲を降ろすことができた。
8月20～21日、輸送船団SSVC-2で、3隻の輸送船とともにセイシンからウラジオストクに渡った。
日本の侵略者から朝鮮を解放したことに対して67名の水兵と下士官、将校に北朝鮮政府から勲章が贈られた。
1945年9月14日のソ連最高会議議長令により、日本軍国主義者との闘いで見せた勇気と英雄的行為に対して、バリャキン、レオニード・ニコラエビッチ中尉はソ連邦英雄の称号を与えられ、レーニン勲章と金星勲章（第7133号）を授与され、戦後もソ連海軍の一員として活躍した。1960年5月7日、ソ連閣僚会議令によりバリャキン、レオニード・ニコラエビッチは少将に昇進した。
1945年8月26日、ソビエト海軍人民委員会提督ニコライ・クズネツォフの命令により、ミチエーリは親衛隊の称号を与えられた。
1945年9月17日、警備隊の巡視船ミチエーリが北太平洋艦隊の練習船分遣隊に参加した。
1954年11月30日に退役し、非自走式練習船として再分類、1954年12月30日にトゥグル(Тугур)と改名された。
2001年10月1日、ユーリー・アレクサンドロビッチ・フォミチェフ兵曹長とロシア太平洋艦隊の退役軍人たちの発案をうけ、総司令官の命令により小型対潜艦MPK-64はミチエーリに改名された。

## リファレンス
1. ↑  “Малый противолодочный корабль МПК-17 (ТОФ) получил имя «Усть-Илимск»”. 2017年3月4日時点のオリジナルよりアーカイブ。2022年10月24日閲覧。